# Probavni sustav kralježnjaka
Probavni sustav kralježnjaka se sastoji od sljedećih dijelova:
1. Usna šupljina (sadrži sluzne žlijeze)
2. Ždrijelo (pharynx)
3. Jednjak (osheophagus)
4. Želudac (gaster) s tijelom (fundus) i dva otvora:
  1. Kardia (prema jednjaku)
  2. Pilorus (prema tankom crijevu)
5. Tanko crijevo (intestinum tenue), sastoji se od tri dijela:
  1. Dvanaesnik (duodenum)
  2. Tašto crijevo (jejunum)
  3. Vito crijevo (ileum)
6. Debelo crijevo (intestinum crassum), također se sastoji od tri dijela:
  1. Slijepo crijevo (coecum)
  2. Pravo debelo crijevo (colon)
  3. Ravno crijevo (rectum)
7. Analni otvor ili kloaka